# عین البیضاء، الجزایر
عین البیضاء (به عربی: عین البیضاء) شهری در استان ام‌البواقی واقع در کشور الجزایر است که در سال ۱۹۹۸ میلادی ۹۰٫۵۶۰ نفر جمعیت داشته و جمعیت آن در سال ۲۰۰۵ میلادی به ۱۱۴٫۱۰۷ نفر رسیده‌است.